# Johnstown Bridge
Johnstown Bridge är en ort i republiken Irland.   Den ligger i grevskapet Kildare och provinsen Leinster, i den centrala delen av landet, 40 km väster om huvudstaden Dublin. Johnstown Bridge ligger 79 meter över havet och antalet invånare är 650.
Terrängen runt Johnstown Bridge är platt. Runt Johnstown Bridge är det ganska glesbefolkat, med 24 invånare per kvadratkilometer. Närmaste större samhälle är Maynooth, 17,7 km öster om Johnstown Bridge. Trakten runt Johnstown Bridge består i huvudsak av gräsmarker.